# 將軍澳道

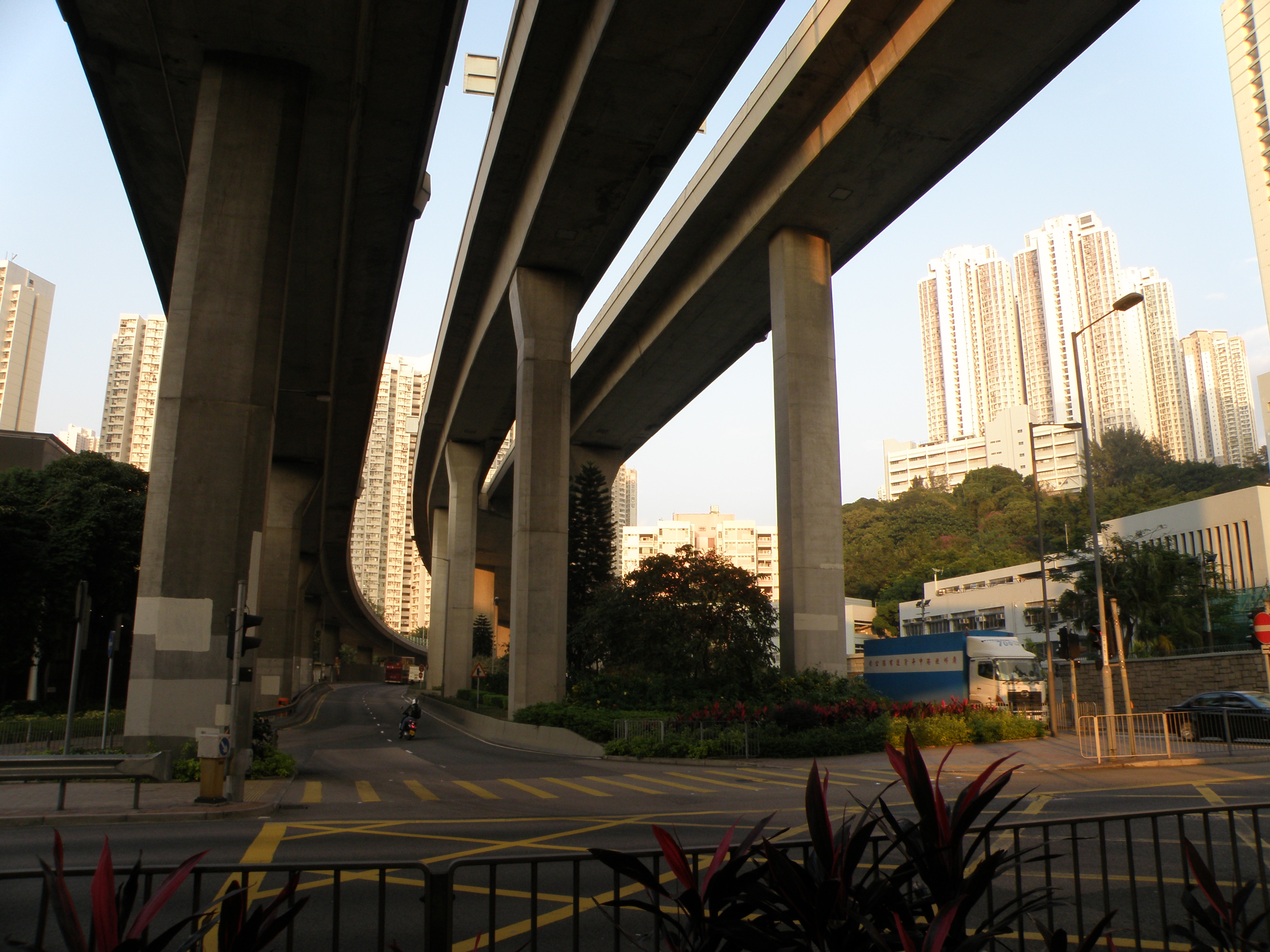
將軍澳道南端

將軍澳道（英語：Tseung Kwan O Road）是香港九龍觀塘區的一條道路，為進出將軍澳隧道及東區海底隧道的其中一段重要行車道路，連接將軍澳、藍田、東區海底隧道及觀塘幹道之一，為雙線雙程分隔道路，屬7號幹線一部份，車速限制每小時70公里。該路段是位於將軍澳隧道的秀茂坪收費處前，連接了觀塘道、鯉魚門道、偉發道。另外，不經將軍澳隧道的秀茂坪道及連德道也連接這條幹道，來往藍田的紅色小巴路線也途經將軍澳道。

## 歷史
將軍澳道於1970年代時已經規劃，在將軍澳隧道通車前，此路曾經是一條死路，車輛需改行秀茂坪道及寶琳路前往將軍澳。
由於道路噪音問題，路政署從2007年9月起進行隔音屏障建造工程，於2009年底完工，工程耗資1.37億港元，由新福港〈土木〉有限公司承接興建。
2017年3月，西貢區議會交通及運輸委員會提議興建將軍澳隧道巴士轉乘站，原預計2020年年中完成。不過由於新型冠狀病毒疫情等因素影響下，往將軍澳方向的轉車站最終推遲至10月2日才啟用。而往九龍方向轉車站則於2021年5月1日投入服務。現時新巴、城巴及九巴共有30條路線停靠此站。
現在，將軍澳藍田隧道進一步把將軍澳市中心、創新園和日出康城往東區海底隧道車程縮小，從而騰出將軍澳道容車量予安達臣、將軍澳北、清水灣與西貢公路車輛使用。

## 出口位置
| 將軍澳道                                                  | 將軍澳道 | 將軍澳道                      |
| --------------------------------------------------------- | -------- | ----------------------------- |
| 東行（將軍澳方向）                                        | 出口編號 | 西行（葵涌方向）              |
| 連接將軍澳隧道/將軍澳隧道公路                             |          |                               |
| 將軍澳道終點                                              |          | 將軍澳道'起點                 |
| 秀茂坪、藍田、將軍澳（經寶琳路）、大上托 秀茂坪道、連德道 | 3A       | 不適用                        |
| 不適用                                                    | 3B       | 藍田 啓田道                   |
| 不適用                                                    | 4        | 鯉魚門、香港東及油塘 鯉魚門道 |
| 不適用                                                    | 4A       | 觀塘及牛頭角 鯉魚門道、觀塘道 |
| 將軍澳道'起點                                             |          | 將軍澳道'終點                 |
| 連接鯉魚門道、觀塘繞道                                    |          |                               |

## 外部連結
- 香港地方 （页面存档备份，存于）
- 路政署